# I liga urugwajska w piłce nożnej (1927)
- Mistrz Urugwaju 1927: Rampla Juniors
- Wicemistrz Urugwaju 1927: CA Peñarol
- Spadek do drugiej ligi: Central Montevideo, Solferino Montevideo, Rosarino Central Montevideo, Belgrano Montevideo, Universal Montevideo
- Awans z drugiej ligi: Colón Fútbol Club

Mistrzostwa Urugwaju w roku 1927 były mistrzostwami rozgrywanymi według systemu, w którym wszystkie kluby rozgrywały ze sobą mecze każdy z każdym u siebie i na wyjeździe, a o tytule mistrza i dalszej kolejności decydowała końcowa tabela. Z ligi spadło pięć klubów, a awansował tylko jeden, wobec czego liga zmniejszyła się z 20 do 16 klubów.

## Primera División

### Końcowa tabela sezonu 1927
| Poz | Klub                        | Mecze | Zw | Rem | Por | Pkt | BrZd | BrStr |
| --- | --------------------------- | ----- | -- | --- | --- | --- | ---- | ----- |
| 1   | Rampla Juniors              | 38    | 25 | 7   | 6   | 57  | 63   | 19    |
| 2   | CA Peñarol                  | 38    | 22 | 10  | 6   | 54  | 63   | 33    |
| 3   | Club Nacional de Football   | 38    | 20 | 9   | 9   | 49  | 58   | 37    |
| 4   | Montevideo Wanderers        | 38    | 21 | 6   | 11  | 48  | 66   | 36    |
| 5   | Sud América Montevideo      | 38    | 16 | 13  | 9   | 45  | 48   | 32    |
| 6   | Defensor Sporting           | 38    | 16 | 11  | 11  | 43  | 58   | 40    |
| 7   | Miramar Misiones            | 38    | 18 | 6   | 14  | 42  | 51   | 38    |
| 8   | Olimpia Montevideo          | 38    | 15 | 11  | 12  | 41  | 50   | 51    |
| 9   | Lito Montevideo             | 38    | 15 | 10  | 13  | 40  | 53   | 46    |
| 10  | CA Bella Vista              | 38    | 15 | 10  | 13  | 40  | 47   | 38    |
| 11  | Uruguay Club Montevideo     | 38    | 13 | 13  | 12  | 39  | 39   | 45    |
| 12  | Capurro Montevideo          | 38    | 14 | 9   | 15  | 37  | 54   | 53    |
| 13  | CA Cerro                    | 38    | 14 | 9   | 15  | 37  | 47   | 56    |
| 14  | Liverpool Montevideo        | 38    | 13 | 10  | 15  | 36  | 37   | 53    |
| 15  | Racing Montevideo           | 38    | 14 | 8   | 16  | 36  | 48   | 62    |
| 16  | Central Montevideo          | 38    | 10 | 14  | 14  | 34  | 43   | 46    |
| 17  | Solferino Montevideo        | 38    | 10 | 10  | 18  | 30  | 43   | 60    |
| 18  | Rosarino Central Montevideo | 38    | 8  | 8   | 22  | 24  | 27   | 50    |
| 19  | Belgrano Montevideo         | 38    | 7  | 4   | 27  | 18  | 17   | 63    |
| 20  | Universal Montevideo        | 38    | 2  | 6   | 30  | 10  | 24   | 78    |